# Gerhard Lochmann
Gerhard Lochmann (* 1. Oktober 1935 in Hartmannsdorf (bei Chemnitz); † 4. August 2013) war ein Militärarzt und Offizier der Nationalen Volksarmee (NVA) der Deutschen Demokratischen Republik. Er war Generalmajor und von 1970 bis 1989 Leiter der Chirurgischen Klinik des Zentralen Lazaretts der NVA in Bad Saarow.

## Leben
Lochmann, Sohn eines Maurers, trat nach dem Schulbesuch mit Abitur am 1. September 1954 in die Kasernierte Volkspolizei (KVP) ein. Er studierte von 1954 bis 1956 an der Universität Leipzig Medizin und wurde 1956 Mitglied der SED. Anschließend war er von 1956 bis 1959 Offiziershörer an der Militärmedizinischen Sektion der Universität Greifswald. Von 1959 bis 1960 war Lochmann dort Pflichtassistent.
Im Anschluss hieran war er Zugführer im Divisionsmedizinischen Punkt (DMP) der 8. motorisierten Schützendivision. Danach war er von 1962 bis 1965 Assistenzarzt an der Chirurgischen Klinik im Zentrallazarett der NVA in Bad Saarow. Dort stieg er 1966 zum Leiter der Fachpoliklinik für Chirurgie auf und behielt diesen Posten bis 1969. Anschließend war er von 1970 bis zu seiner Entlassung am 30. November 1989 Leiter der Chirurgischen Klinik in Bad Saarow. Am 7. Oktober 1979 wurde er in dieser Position zum Generalmajor ernannt. Von 1987 bis 12. September 1990 war er Mitglied des Präsidiums der Gesellschaft für Militärmedizin der DDR und Leiter der Arbeitsgruppe Feldchirurgie.
Lochmann starb im Alter von 77 Jahren und wurde auf dem Waldfriedhof Saarow-Pieskow in Bad Saarow bestattet.

## Auszeichnungen
- Kampforden „Für Verdienste um Volk und Vaterland“ in Silber
- 1971 Titel Medizinalrat,[3] später Obermedizinalrat
- 1985 Ehrentitel Verdienter Arzt des Volkes

## Werke
- Gerhard Lochmann (Ltg.): Feldchirurgie. (= Handbuch Militärmedizin). 1. Auflage. Militärverlag, Berlin 1986, ISBN 3-327-00077-8.